# Tocobaga
Tocobaga is een geslacht van uitgestorven weekdieren uit de klasse van de Gastropoda (slakken).

## Soorten
- † Tocobaga americanus (Heilprin, 1886)
- † Tocobaga floridanus (Conrad, 1846)
- † Tocobaga wakullae (Mansfield, 1937)